# Pyrausta nugalis
Pyrausta nugalis is een vlinder van de familie van de grasmotten (Crambidae). De wetenschappelijke naam van deze soort is voor het eerst voorgesteld als Botys nugalis door Pieter Snellen in een publicatie uit 1899.
De soort komt voor in India (Assam) en Indonesië (Java).